# فردی مور
فردی مور (۱۹۵–۲۰۲۲) موزیسین آمریکایی بود که بیشتر به خاطر آهنگ این یک شایعه نیست شناخته شده است. او این آهنگ را با همکاری همسر سابقش دمی مور نوشته بود. اگرچه نسخه صوتی آهنگ موفقیت فوق‌العاده ای نداشت، اما نسخه تصویری آن در دهه ۱۹۸۰ در شبکه ام تی وی، پخش و بسیار محبوب شد. او متن بیش از ۱۰۰۰ آهنگ را نوشته است.

## مرگ
بعد از آنکه در سال ۲۰۱۴ آلزایمر وی تشخیص داده شد به مرور حالش بدتر شد و نهایتاَ در سال ۲۰۲۲ از دنیا رفت.